# 마일로 깁슨
마일로 깁슨(Milo Gibson, 1990년 11월 16일 ~ )은 미국의 배우이다.

## 영화
- 아웃포스트 (2020년) - 로버트 이에스카스 역
- CIA 데빌헌터 (2018년) - 잭 콜린스 역
- 허리케인: 배틀 오브 브리튼 (2018년)
- 알 카포네: 스카페이스의 전설 (2017년) - 알 카포네 역